# 杜本内酒
杜本内酒（法語：Dubonnet）是法国开胃甜葡萄酒的象征，杜本内酒由加强葡萄酒、草药和香料（包括少量奎宁）混合调制，并且在发酵过程中兑入酒精酿制而成。因此，杜本内酒既可归为草本力娇酒，也可认为是一种加强葡萄酒，也有人将杜本内酒划分为威末酒的一种。

## 历史
杜本内酒由约瑟夫·杜本内（Joseph Dubonnet）于1846年发明。当时法国外籍军团在北非饱受疟疾之苦，而治疗疟疾的良药——奎宁又非常的苦，因此法国当局组织了一场竞赛，希望能找到服用奎宁的好的途径。杜本内酒应运而生。
1976年，保乐利加收购了杜本内品牌。20世纪70年代末，通过美国女星皮亚·扎多拉（Pia Zadora）的一系列广告宣传，杜本内酒重新焕发活力。同样著名的还包括法国平面广告大师卡桑德尔为其设计的宣传语“Dubo, Dubon, Dubonnet”，这些平面广告至今都可以觅见于法国的大街小巷。

## 种类
- Rouge 红杜本内酒是最常见的版本，由红葡萄酒调制酿造。

- Blanc 白杜本内酒是使用白葡萄酒酿制的版本，相比红杜本内酒略微低廉。

- Gold 金杜本内酒是使用了香草和柑橙酿造的金黄色版本杜本内酒，较为少见。

## 饮用
最好的饮用杜本内酒的方式是冷藏饮用，可以直接饮用，加冰块饮用，或者用来调制各种鸡尾酒，比如作为威末酒（味美思酒）的替代，调制马丁尼。
白杜本内酒还可用来烹饪菜肴。

## 杜本内酒与名人
- 伊丽莎白王后，伊莉莎白女王二世的母亲，非常喜爱杜本内酒加琴酒：7份杜本内酒，3份琴酒，配以柠檬切片和冰块。她曾评述道：“…早晨，我想我会随身带着两小瓶杜本内酒和琴酒，谁知道什么时候我就会想来上一口…”[2][3]

- 伊莉莎白女王二世同样喜爱杜本内酒加琴酒的组合，每天午饭前都会来上一杯。[4]

- 芭芭拉·史翠珊在电影往日情怀中扮演的女主角Katie Morosky热衷于杜本内酒。[5]

## 宣传画

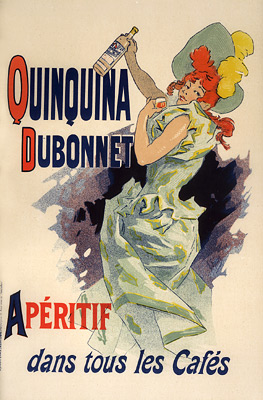
Jules Chéret
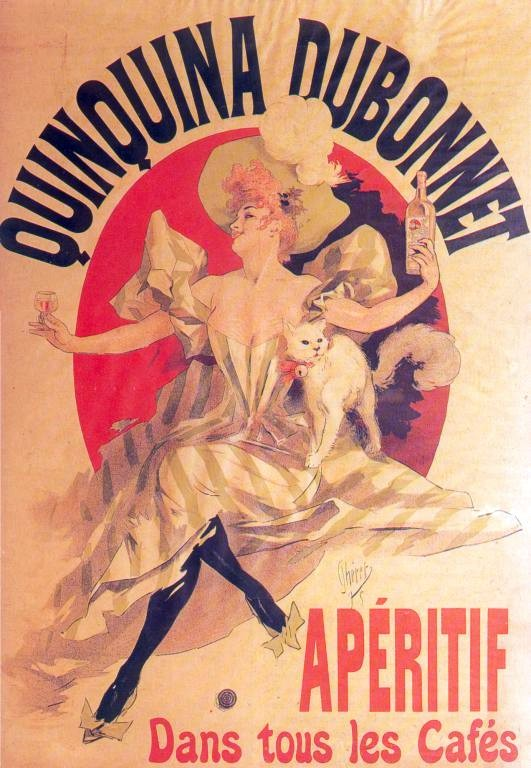
Jules Chéret
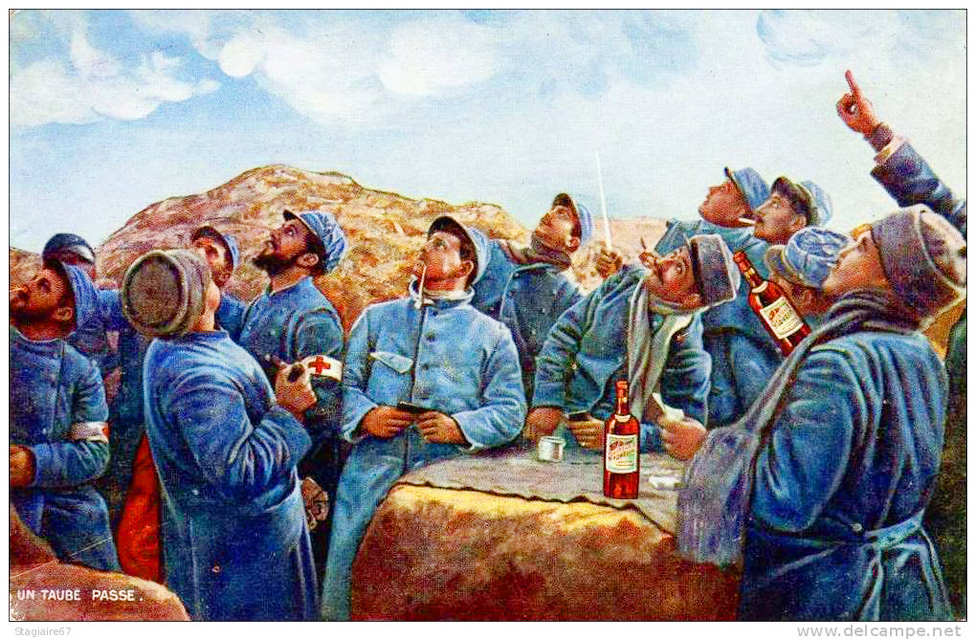
1914-1918战争期间杜本内酒广告画：秘密
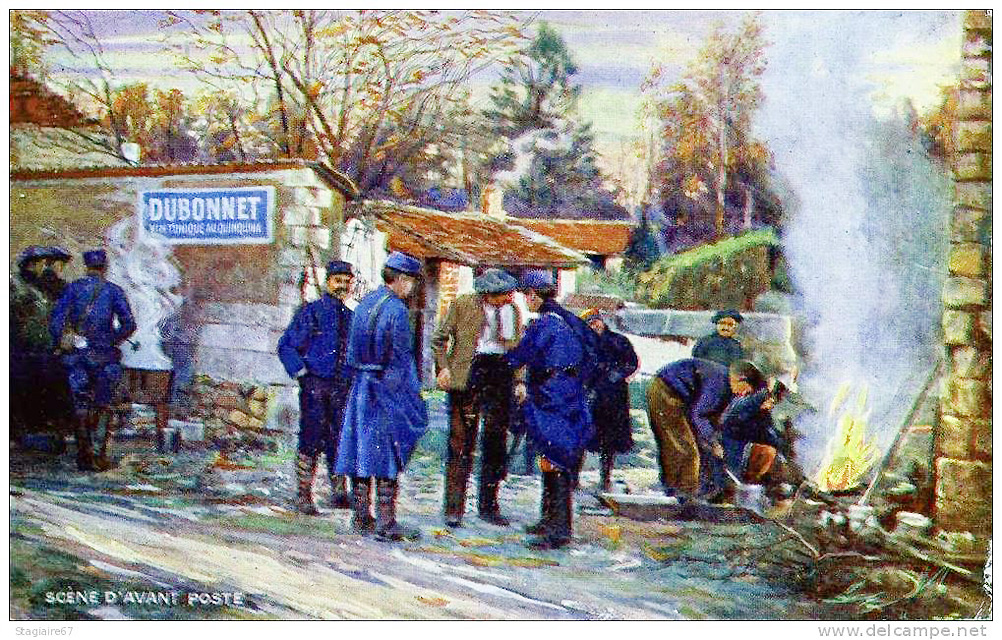
1914-1918战争期间杜本内酒广告画：前哨